# Kostel svaté Markéty (Paříž)
Kostel svaté Markéty (tj. Église Sainte-Marguerite) je katolický farní kostel v 11. obvodu v Paříži, v ulici Rue Saint-Bernard.

## Historie
Dne 29. října 1624 šlechtic Jean de Vitry daroval Antoinovi Fayetovi, faráři kostela svatého Pavla a Ludvíka, pozemek na stavbu kaple zasvěcené svaté Markétě Antiochijské. V roce 1637 byl u kaple zřízen hřbitov Sainte-Marguerite. Kaple se v roce 1712 stala farním kostelem.
V roce 1760 architekt Victor Louis přistavil kapli, jejíž výzdobou byl pověřen malíř Paolo Antonio Brunetti.
Během Velké francouzské revoluce byla na místním hřbitově pohřbena těla tří set osob popravených gilotinou na Place de la Bastille a Place de la Nation. Hřbitov byl uzavřen v roce 1804. V roce 1805 v kostele sloužil mši papež Pius VII. V roce 1912 byla zbořena fara a nahrazena budovou školy. V roce 1928 byly frontony kostela zapsány na seznam historických památek. Chór a kaple jsou chráněny od roku 1960 a pozůstatky hřbitova od 1962.

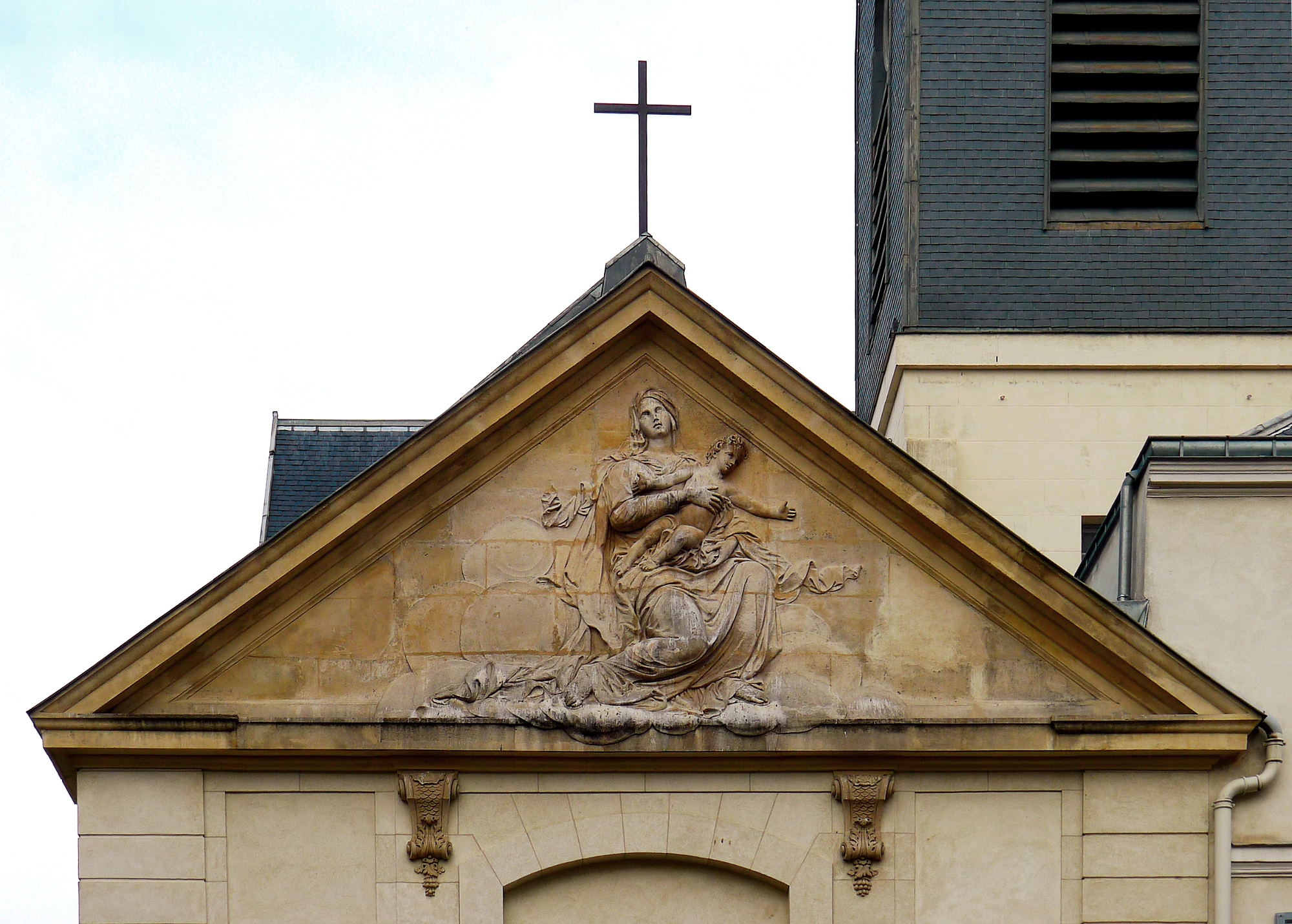
Boční fronton

## Architektura
Půdorys kostela má tvar latinského kříže jak bylo obvyklé v klasicismu v 17. století. Zvonice kostela má čtvercový půdorys, je ze dřeva pokrytém břidlicí, na všech čtyřech stranách má hodiny. Ve věži jsou čtyři zvony posvěcené 7. března 1804.
Průčelí kostela na ulici Rue Saint-Bernard má čtyři dórské pilastry nesoucí holý trojúhelníkový fronton zakončený kovovým křížem. Frontony na bočních stěnách transeptu jsou zdobeny sochami.
Vitráže v kostele jsou z roku 1882 a představují svatou Markétu (loď a chórový ochoz) a Nanebevzetí Panny Marie (kaple Panny Marie).